# إيفي نيل جونز
إيفي نيل جونز (بالإنجليزية: Effie Neal Jones) هي ناشِطة أمريكية، ولدت في 15 نوفمبر 1919 في فيرمونت في الولايات المتحدة، وتوفيت في 30 أبريل 2002.